# Maduar
Maduar je slovenská hudební skupina hrající pop a dance. Byla založena 1. srpna 1986 v Rimavské Sobotě.

## Historie

### 1986-1993
- 1. srpna 1986 založili bratři Juraj a Ladislav Matyinkovci společně s Ladislavem Dulovičem kapelu. Původně se jmenovala Hurikán, Atlantic a Adept.
- Do září 1987 nacvičovali svoje první skladby v bytě u Matyinkovců a hledali čtvrtého člena do kapely, kytaristu. Neuspěli Roland Kelemen (srpen 1986) ani Peter Strečka (září 1986), až v září 1987 přijali Erika Arestu. Kapelu následně přejmenovali na MADUAR – MAtyinkó, DUlovič, AResta.

- Vůbec první koncert Maduar odehráli 22. ledna 1988 v Klubu Mladých v Rimavské Sobotě. Koncertovali, účastnili se regionálních hudebních soutěží (Signál 89, Gemerská ruža 89) a pokoušeli se uspět i na celoslovenských soutěžích jako Rocklet Tamtami 88 nebo Bystrické zvony 90 až do září 1990.
- Od října 1990 až do dubna 1991 si skupina dala pauzu. Důvodem bylo odvedení Laco Duloviče na vojnu, odchod Laco Matyinka na VŠ do Bratislavy, Erika Aresty na VŠ do Nitry. V Rimavské Sobotě zůstal jediný Juraj Matyinkó.

- V dubnu roku 1991 se kapela opět dala dohromady ale pouze ve třech (J. a L. Matyinkóvci a L. Dulovič). Ladislav Matyinkó si koupil svůj první syntezátor.
- Od května 1991 do června 1992 skupina opět vystupovala a účastnila se regionálních soutěží. Na podzim roku 1991 se odehrála nejpodstatnější událost, která výrazně ovlivnila další vývoj skupiny – nákup počítače Atari 1040 STFM.
- V červnu 1992 se do kapely vrátil Erik Aresta ale pouze jako externí spolupracovník.
- 20. listopadu 1992 se Maduar zúčastnil Košického zlatého pokladu, první hudební soutěže mimo rimavskosobotský region. Skupina se poprvé objevila ve vysílání rádia (Slovenský rozhlas) a na televizních obrazovkách (STV).
- 14. prosince 1992 skupina odehrála poslední živé vystoupení s vlastní doprovodem.

### Začátek elektronické éry
Skupina Maduar upravila orientaci směrem ke komerční diskotékové produkci s cílem být první na Slovensku, kteří uspějí s touto tvorbou. V prosinci se znovu vrátil E. Aresta. Díky paní Szabadošové, tehdejší redaktorce SRo, se 11.–12. ledna a 10.–11. února 1993 poprvé dostali do nahrávacího studia. Ve studiu košického Slovenského Rozhlasu nahráli dvě skladby Dancefloor a Requiem pro Zuzanu.
- 25. května 1993 poskytla skupina svůj první rozhovor do časopisu Mladé rozlety.
- V září 1993 přijali dva nové členy, zpěvačky Lydu Balcarovou a Janku Dúžikovou, protože v taneční hudbě té doby byl nevyhnutelný i ženský vokál. Janka však ukončila působení ve skupině kvůli rodičům již v říjnu.

### 1994
- Koncem ledna (27.–29.) se skupina podruhé dostala do studia Slovenského Rozhlasu v Banské Bystrici. Studiovou podobu získaly skladby Ragga dansa, I feel good, It's a day a Peace, love, unity.
- 6. února Maduar poskytl první rozhovor do rádia (Radio Family, Zvolen) a absolvoval třetí návštěvu ve studiu SRo Košice. Poprvé také spolupracovali s Barbarou Haščákovou, která nazpívala vokály do třech ze čtyřech nahrávaných skladeb (Pár bielych ruží, I feel good a It's a day).
- V březnu uspěli v konkurzu na soutěž Bystrické zvony – Barbara slaví úspěch v soutěži vokalistů a Jurajova i Erikova skladba v soutěži autorů.
- Barbara Haščáková se stala řádnou členkou Maduaru (5. března 1994).
- 7. 3. – první rozhovor s DJem Rudou Tučkem, moderátorem rádia Family, vůbec prvním pracovníkem rádia, který viděl perspektivu ve skupině Maduar a který jí i všelijak v rámci svých možností podporoval, jak v rádiu, tak i na svých diskotékách.
- Následovaly rozhovory v celoplošných rádiích Rock FM a FUN.
- 16. 3. Rudo Tuček nasadil ve své hitparádě skladbu I feel good, která se jako první skladba Maduaru ucházela o přízeň posluchačů.
- 6. 4. Maduar dobyl první hitparádu, po třech týdnech[zdroj?] se skladba I feel good dostala na první místo.
- 16. 4. 1994 – vyšel první oficiální nosič se skladbou skupiny Maduar – kompilace Prolux Dance Club 3/94 vydavatelství Prolux.
- V květnu podepsali jednoletou smlouvu s vydavatelstvím Prolux.
- 27.–28. května 1994 – na festivalu populární písně Bystrické zvony 1994 v Banské Bystrici získali 3. místo a Cenu diváka pro Barbaru a pro skladbu Erika v interpretaci Ladislava Matyinka.
- Od června do srpna odjel Ladislav Matyinkó do USA v rámci programu Camp America. Začala první vystoupení skupiny Maduar, většinou na akcích Rudy Tučka, členové poskytli rozhovory v médiích a to již i v Česku.
- 24. 8. 1994 – natáčení prvních dvou videoklipů ke skladbám Do it a I feel good. V obou klipech chybí Laco Matyinkó, v klipu I feel good chybí i Juraj a Laco Dulovič.
- V září vydali v Česku a na Slovensku první singl se skladbou Do It. Videoklip Do it dobyl hitparádu Eso na TV Nova, v té době nejsledovanější televizní hitparáda v Česku. Úspěch si skladba Maduaru připsala jako první slovenský klip v historii Esa.
- 23. 9. proběhl křest singlu Do It na diskotéce Rudy Tučka, který byl zároveň jeho kmotrem, za přítomnosti více než 1000 lidí.
- Na autorské soutěži zpěváků a hudebních skupin Rock FM Fest, která se konala 14.–15. 10. v Banské Bystrici, se Maduar stal vítězem 3. ročníku festivalu. Získal Cenu poroty a Cenu diváka.
- 9.–11. října a od 25. října až do 4. listopadu nahráli první album I feel good v nové košickém soukromém studiu Savid.
- V listopadu vyšlo toto album na Slovensku a v Česku.
- 17. 11. proběhl křest alba I feel good v pražském diskoklubu Borsalino, na kterém byla Maduaru předána Zlatá Deska za 2000 prodaných kusů singlu Do it.
- 17. 12. proběhl křest alba na bratislavské diskotéce Bocaccio. Kmotry se stali Rudo Tuček a Evka Bacigalová, moderátorka Fun rádia.
- 25. 12. až 1. 1. 1995 se skupina vydala na krátké turné Maduar Tour po českých a moravských diskotékách.

### 1995
- 4. 2. 1995 – autogramiáda v Praze v Bonton Megastore, spolu s Terezou Pergnerovou (moderátorkou TV hitparády Eso), účast cca 5000 lidí, 5 hodin podepisování bez přestávky, davová hysterie, odkloněná doprava v centru Prahy.
- 24. 2. 1995 – Grand Prix ZAI '94 (slovenská Grammy) – Maduar získává titul: Skupina roku za rok 1994, zároveň Erik a Barbara oficiálně oznamují svůj odchod z kapely.
- 4. 3. 1995 – poslední společné vystoupení Maduaru v pěti (narozeniny Rock FM Rádia)
- 26. 3. 1995 – podepisují dvouletou smlouvu s vydavatelstvím BMG Ariola už s novou zpěvačkou Annou-Katarínou Schatzlovou
- 10. 4. 1995 – nahrávání singlu Mystic party v košickém Savide
- 6. 5. 1995 – první a jediný host ze Slovenska na prestižním pražském Mega Dance Festivalu, spolu s takovými interprety jako East 17, Snap, DJ Bobo, Technotronic, či Rednex.
- 29. 5. 1995 – singl Mystic party vychází na Českém a Slovenském trhu.
- 16. 5. 1995 – Festival Rock Pop – vítěz ankety o Nejpopulárnější slovenskou skupinu
- srpen 1995 – nahrávání singlu Space ve studiu bratislavského Bontonu (bývalého Opusu)
- srpen 1995 – nahrávání druhého alba skupiny Maduar s názvem Space v košickém studiu Savid
- říjen 1995 – Maduar účinkuje jako předkapela na českém turné DJ Boba (19. 10. Karlovy Vary, 21. 10. Zlín)
- 29. 10. 1995 – vydávají pilotní singl k druhému albu se stejnojmenným názvem Space, a natáčejí k němu videoklip v Praze.
- 30. 10. 1995 – vydávají druhou dlouhohrající desku Space v Česku a na Slovensku.
- 7. 11. 1995 – slovenský křest alba Space (Night Club Dimitrovec Bratislava), kmotry jsou Lenka Slaná a Ďuro Čurný (pracovníci slovenského BMG), přebírají Platinovou desku za 5000 prodaných kusů singlu Mystic party.
- 9. 11. 1995 – český křest alba Space (Music Park Praha), kmotra – Tereza Pergnerová
- 30. 11., 2. 12., 3. 12. 1995 – Bravo Super Show Tour (Katowice, Praha, Prešov), Maduar jako jediný zástupce z Česka a Slovenska absolvuje všechny tři show programy spolu s hlavními hvězdami – DJ Bobo, Culture Beat, Rednex, Fun Factory, Mr. President
- prosinec 1995 – po necelých dvou měsících od uvedení na trh se album Space stal Zlatým, videoklip získal ocenění nejlepší klip roku 1995 na Slovensku v relaci Triangel

## Diskografie

### Singly
- I feel good 1994
- Do it 1994
- Mystic Party
- Space
- Small Roulette
- Hello
- Hafanana
- Hafanana 2006
- Crying rain 007